# 天叢雲劍

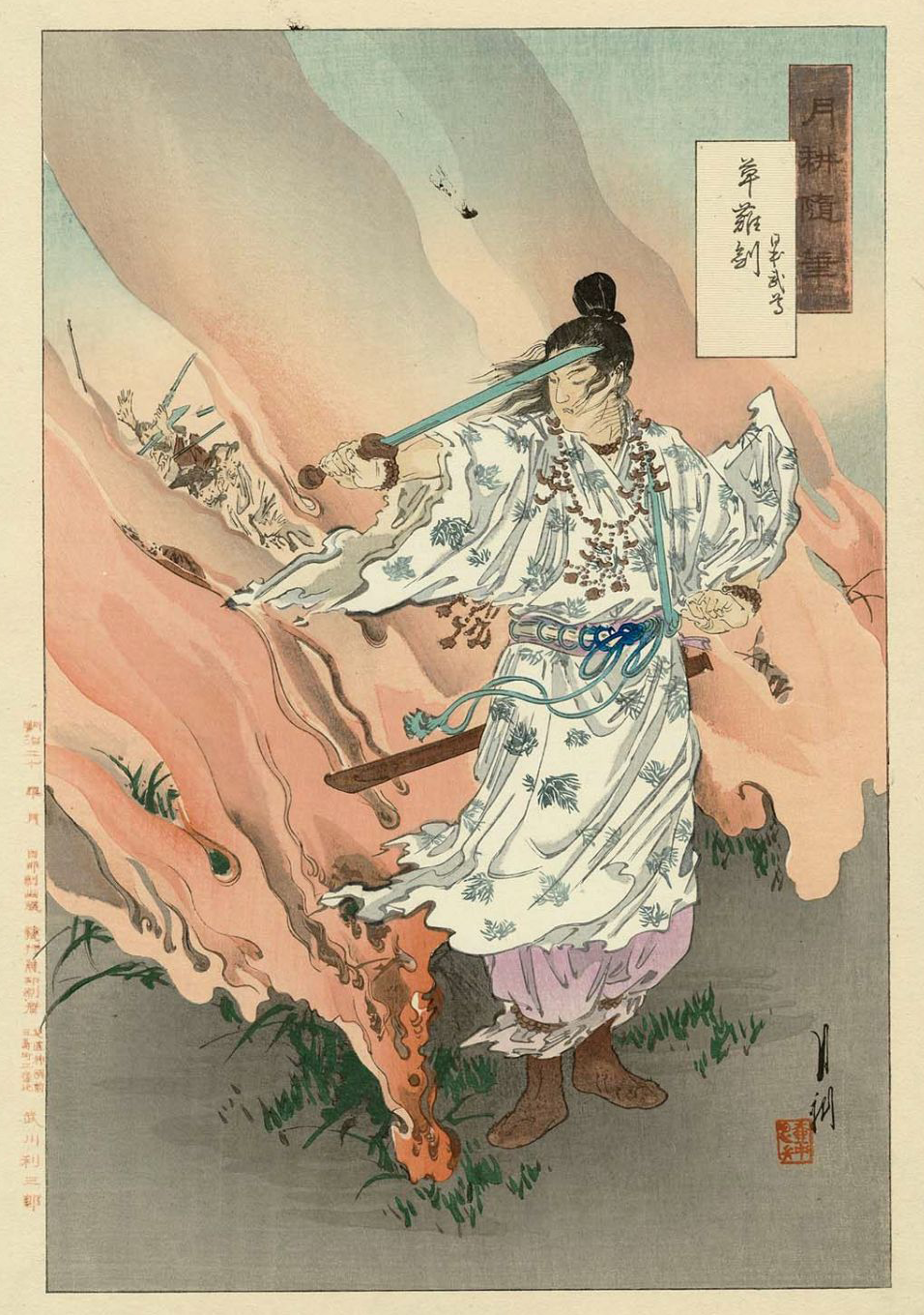
草薙劍

天叢雲剑（日语：／ Ame no Murakumo no Tsurugi）是日本神話中的三神器之一，又名草薙劍（日语：／ Kusanagi no Tsurugi）、都牟刈大刀（つむがりのたち）、八重垣劍（やえがきのつるぎ）、沓薙劍（くつなぎのけん）等。

## 神話
根據《古事記》，素戔嗚尊（又作須佐之男）於出雲國遇到足名椎命及手名椎命（《日本書紀》作腳摩乳及手摩乳），他們共有八名子女，但其中七個都獻給了八岐大蛇。他們告訴素戔嗚尊，八岐大蛇即將把他們的最後一個女兒櫛名田比賣（《日本書紀》作奇稻田姬）吃掉。素戔嗚尊答應為老夫婦除去八岐大蛇，但條件是要把奇稻田姬許配給他。他裝扮成奇稻田姬，帶備八桶酒放在不同的地方。八岐大蛇受酒香所誘，將八個頭分別伸進不同的酒桶裏暢飲。素戔嗚尊乘機以名為天羽羽斬的十拳劍把八岐大蛇的頭逐一砍下，然後再斬掉其尾巴。在斬斷第四條尾巴時，他在蛇體內發現一柄劍，將此劍命名為「天叢雲劍」，並獻給天照大神。
其後，在第十二任日本天皇景行天皇在位時，天叢雲劍由倭建命所得，倭建命抵達駿河國時，受騙到草原上獵鹿。當地軍閥以火箭焚燒草原，又殺掉馬匹，以防他逃脫。倭建命以天叢雲劍砍草開路。其間，他發現天叢雲劍可控制風向，終能倖免於難，於是他將天叢雲劍命名為「草薙劍」。

## 歷史
此劍代表著天皇所擁有的武力，儘管《古事記》中提及此劍，但《古事記》是一部日本神話的結集，並不被視為歷史文獻。較為可信的《日本書紀》是第一部提及此劍的典籍，《日本書紀》記載了當代或較接近當代時期的事件，該等章節的內容則被視為基於史實。於《日本書紀》中，天叢雲劍被認為導致天武天皇生病，於是在688年從天皇寢宮移出，遷置於熱田神宮內。天叢雲劍是三神器之一，和八咫鏡及八尺瓊勾玉並列，且和八尺瓊勾玉合稱劍璽。
根據《平家物語》，本劍於壇之浦之戰中爲平時子持之並抱安德天皇一同投海自盡，故已永失於海。若《平家物語》所言屬實，現存的天叢雲劍就並非原物。